# Wellington Cirino Priori
Wellington Cirino Priori (São Paulo, 21 februari 1990), voetbalnaam Wellington, is een Braziliaanse voetballer. Hij staat onder contract bij het Servische FK Rad. Hiervoor stond hij onder contract bij het Braziliaanse SE Gol dat in 2008 werd opgericht en talentvolle maar kansarme kinderen in het arme noordoosten van Brazilië ondersteunt. Daarvoor kwam hij onder andere uit voor Grêmio Barueri Futebol waar hij tussen 2007 en 2010 onder contract stond.

## Persoonlijk
Wellington is geboren en getogen in de wijk Guará te São Paulo. Op 16-jarige leeftijd overleed zijn vader en aangezien hij de oudste is draagt hij zorg voor zijn 3 broers, zus en zijn moeder. Naast zijn profcontract(je) bij zijn voormalige club Grêmio Barueri Futebol moest hij werken als ober, bordenwasser en zelfs in de bouw om het gezin van inkomen te voorzien. Zijn moeder werkte als schoonmaakster maar is sinds 2012 werkloos. Volgens zijn begeleider is hij zowel binnen als buiten het veld een voorbeeldig persoon.